# Labium approximatum
Labium approximatum là một loài tò vò trong họ Ichneumonidae.